# باشد که شیطان ما را با خود ببرد
باشد که شیطان ما را با خود ببرد (فرانسوی: Que le diable nous emporte‎) یک فیلم کمدی-درام فرانسوی به کارگردانی ژان-کلود بریسو است که در سال ۲۰۱۸ منتشر شد. این آخرین فیلم ژان-کلود بریسو محسوب می‌شود که در سال ۲۰۱۹ میلادی درگذشت. از بازیگران این فیلم می‌توان به ژان-کریستوف بووه و آنا سیگالویچ اشاره کرد که آهنگسازی این فیلم را نیز بر عهده داشت.